# 2790 Нідем
2790 Нідем (2790 Needham) — астероїд головного поясу, відкритий 19 жовтня 1965 року.
Тіссеранів параметр щодо Юпітера — 3,321.
Названий на честь британського біохіміка, ембріолога та синолога Джозефа Нідема (1900–1995).